# Sicyonia parafallax
Sicyonia parafallax is een tienpotigensoort uit de familie van de Sicyoniidae. De wetenschappelijke naam van de soort is voor het eerst geldig gepubliceerd in 1995 door Crosnier.